# Голубой Макс (фильм)
«Голубой Макс» (англ. The Blue Max) — кинофильм о немецких лётчиках времён Первой мировой войны. Фильм снят по роману Джека Хантера. «Голубой Макс» отличается как яркими съёмками воздушных боёв, так и описанием столкновения сильных характеров в военной обстановке.

## Сюжет
Действие фильма происходит в последний период Первой мировой войны. В немецкую эскадрилью направлен новый пилот, в недавнем прошлом пехотинец — молодой честолюбивый лейтенант Бруно Штахель, выходец из небогатой семьи, который мечтает стать национальным героем, получив особо престижную награду — орден «За заслуги» (Pour le Mérite), неофициально именуемый «Голубым Максом». Для награждения необходимо сбить 20 самолётов противника, но офицер готов на всё, чтобы добиться этого результата. Его отношения с коллегами-лётчиками в условиях жёсткого соперничества складываются очень непросто. В фильме есть и любовная линия — роман между главным героем и амбициозной Кети, женой генерала фон Клюгерманна, и политическая составляющая — начальство представляет Штахеля безупречным героем, чтобы поднять упавший к концу войны дух германского народа.
В самом конце войны лейтенант добивается своей цели, но на вершине успеха он допускает роковую ошибку, стоившую ему жизни. После драматического завершения карьеры Штахеля генерал, бывший в курсе романа своего подчинённого, говорит супруге: «Собирайся, ты ещё должна привести себя в порядок, нас сегодня ждут к обеду!».

## В ролях
- Джордж Пеппард — Бруно Штахель
- Урсула Андресс — Кети
- Джеймс Мэйсон — генерал фон Клюгерманн
- Антон Диффринг — майор Холбах